# شنوایی‌شناسی

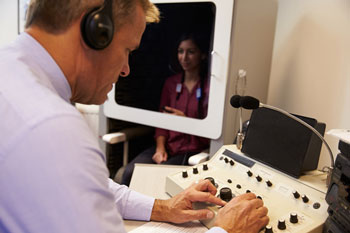
تصویری از یک معاینه شنواشناس

شنوایی‌شناسی یا ادیولوژی (به انگلیسی: Audiology) علم مطالعهٔ اختلالات شنوایی و تعادلی از راه شناسایی و ارزیابی عملکرد شنوایی و تعادلی و توانبخشی آن است. یکی از زیر شاخه‌های شنوایی‌شناسی ،شنوایی‌سنجی می‌باشد. البته حوزه علم شنوایی‌شناسی بسیار وسیع‌تر از مطالعهٔ انحصاری دستگاه شنوایی است و به بررسی دستگاه دهلیزی و تعادل و همچنین بررسی چگونگی پردازش اطلاعات دریافتی از حس شنوایی در دستگاه عصبی مرکزی نیز می‌پردازد.
رشته شنوایی‌شناسی به مباحث آموزشی و پژوهشی آخرین دستاوردهای علمی در حیطه‌های تشخیصی، حفاظت شنوایی و پیشگیری از اختلالات شنوایی و تعادل و توانبخشی به موقع افراد دچار آسیب شنوایی و تعادل و مدیریت طراحی وسائل و تجهیزات شنوایی‌شناسی می‌پردازد. از جمله این اقدامات می‌توان به تجویز سمعک، وسایل کمک شنوایی و اقدامات ادیولوژیک در جراحی کاشت حلزون شنوایی اشاره نمود.
شنوایی‌شناس متخصص علم شنوایی‌شناسی است. شنوایی‌شناس در شناسایی، تشخیص، درمان، توانبخشی و پایش بیماری‌های دستگاه شنوایی و دهلیزی گوش تخصص دارد. شنوایی‌شناس در حوزه تشخیص، مدیریت و/یا درمان مشکلات شنوایی و تعادل مهارت دارد. تجویز و فیتینگ سمعک، وسایل کمک ارتباطی، پیشنهاد و مشاوره انجام جراحی کاشت حلزون شنوایی و برنامه‌ریزی پروتز کاشت حلزون بر عهده این متخصص است. مشاوره به خانواده نوزادانی که به تازگی وجود کم شنوایی در آنان تشخیص داده شده است و آموزش مهارت‌های ارتباطی و جبرانی برای سازگاری با کم شنوایی اکتسابی در بزرگسالان از جمله وظایف شنوایی‌شناس است. این متخصصین همچنین در طراحی و اجرای برنامه‌های حفاظت شنوایی فردی و صنعتی، برنامه‌های غربالگری شنوایی نوزادان در بدو تولد، برنامه‌های غربالگری شنوایی مدارس و ساخت و فیتینگ تجهیزات حفاظت شنوایی و محافظ‌های گوش برای جلوگیری از کم شنوایی، ایفای نقش می‌نمایند. علاوه بر این، برخی شنوایی شناسان دارای مدرک دکتری شنوایی‌شناسی به عنوان محققین علم شنوایی و تعادل در دانشگاه‌ها و مراکز تحقیقاتی مشغول هستند.

## تاریخچه
در طی جنگ جهانی دوم، سربازانی که دچار کم‌شنوایی می‌شدند برای ارزیابی مشکل شنوایی و توان‌بخشی آن به متخصصینی ارجاع می‌شدند که امروزه با عنوان شنوایی‌شناس از آنان نام برده می‌شود. در واقع ریشه شکل‌گیری رشته شنوایی‌شناسی از جنگ جهانی دوم و پس از گردهمایی متخصصین مختلف نظیر پزشکان، روان‌شناسان، متخصصین گفتار و معلمین ناشنوایان است. به درستی مشخص نیست که چه کسی اولین بار از عبارت شنوایی‌شناسی استفاده کرد اما یکی از کسانی که در طرح و ترویج این عبارت و شناساندن این رشته تخصصی نقش به سزایی داشته، ریموند کارهارت بوده است. شنوایی‌شناسی در دهه ۴۰ میلادی آکادمیک گردید و با پیشرفتی که تاکنون داشته است، امکان ادامه تحصیل در آن تا درجه دکترا وجود دارد و نه تنها تاکنون از اهمیت آن کاسته نشده است بلکه به واسطه صنعتی شدن جوامع و همچنین افزایش جمعیت سالمندان - به دلیل توفیقات بشر در غلبه بر بیماری ها- جایگاه جدیدی یافته است.
رشته شنوایی‌شناسی بعد از جنگ جهانی دوم در آمریکا شکل گرفت و پس از آن با توجه به تحول و پیشرفت تکنولوژی در جهان این رشته در اروپا، آسیا و اقیانوسیه گسترش یافت و نیز در کشورهایی نظیر هند، آمریکا، استرالیا، ترکیه، مصر و … تا مقطع دکتری تخصصی (PhD) دانشجو می‌پذیرد.

## در ایران
این رشته تحصیلی در ایران ابتدا در دانشگاه ملی سابق (شهید بهشتی فعلی) در سال ۱۳۵۲ در مقطع کاردانی تأسیس شده است. در سال ۱۳۵۵ نیز در مقطع کارشناسی در دانشکده علوم توانبخشی (دانشگاه علوم پزشکی و خدمات درمانی ایران فعلی)، که در آن زمان به‌طور مستقیم زیر نظر وزارت علوم بوده، جذب دانشجو صورت گرفته است. مقطع کارشناسی ارشد این رشته نیز در سال ۱۳۷۱ راه اندازی گردیده و هر سال تعداد محدودی دانشجو در این مقطع پذیرفته می‌شوند. از سال ۱۳۸۷ نیز پذیرش دانشجو در مقطع دکتری شنوایی‌شناسی آغاز گردیده است.

## حیطه‌های تخصصی
به‌طور کلی شنوایی‌شناسی سه شاخه عمده دارد:
- شنوایی‌شناسی تشخیصی
- شنوایی‌شناسی توانبخشی
- شنوایی‌شناسی حفاظت و پیشگیری

## شنوایی‌شناسی تشخیصی
این شاخه خود به دو بخش بزرگسالان و کودکان طبقه‌بندی می‌شود و شامل ارزیابی‌های کمی و کیفی و تعیین محل ضایعات شنوایی و تعادل به وسیله آزمون‌های رفتاری، فیزیولوژیک و الکتروفیزیولوژیک می‌باشد.

## شنوایی‌شناسی توانبخشی
توانبخشی در شنوایی‌شناسی به دو بخش اصلی توانبخشی شنوایی و توانبخشی تعادل تقسیم می‌شود. توانبخشی شنوایی عمدتاً شامل ارزیابی، تجویز و تنظیم وسایل کمک شنوایی، ارزیابی‌های ویژه افراد کاندیدای کاشت حلزونی، تربیت شنوایی، آموزش مهارت‌های ارتباطی و کمک به سازگاری روانی - اجتماعی افراد کم شنوا و خانواده‌های آن‌هاست. علاوه بر این اقدامات توانبخشی برای افراد مبتلا به وزوز گوش و همچنین تدابیر توانبخشی مبتلایان به اختلالات شنوایی مرکزی نیز در این شاخه قرار می‌گیرند.
توانبخشی تعادل برای کمک به بیمارانی است که از سرگیجه و عدم تعادل رنج می‌برند و شامل حرکات فیزیکی و مانورهای ویژه‌ای است که از خاصیت تغییرپذیری سیستم اعصاب مرکزی استفاده می‌کنند و سبب می‌شوند که اعصاب مرکزی، ضایعه سیستم تعادلی را جبران کنند.
البته شایان ذکر است که اهداف، روش‌ها و ابزارهای به کار رفته در هر یک از حیطه‌های توانبخشی برای کودکان، سالمندان یا جمعیت‌های خاص مثل افراد چند معولیتی تفاوت‌هایی با هم دارند.

## شنوایی‌شناسی حفاظت و پیشگیری
این شاخه از شنوایی‌شناسی بیشتر بر جلوگیری از آسیب‌های شنوایی و پیشگیری از معلولیت متمرکز است. یکی از مهم‌ترین اقدامات جهت نیل به این هدف انجام غربالگری(Screening) شنوایی است که در سطوح مختلف اجرا می‌شود:
- غربالگری در جمعیت کودکان در زایشگاه‌ها، مهد کودک‌ها و مدارس
- در مراکز صنعتی و کارخانجات
- در مراکز نظامی و انتظامی

از دیگر اقدامات در زیر مجموعه این بخش می‌توان به مشاوره و اجرای پروژه‌های اندازه‌گیری صدا به منظور بررسی میزان آلودگی صوتی و تعیین نقاط مجاز و غیرمجاز و همچنین اجرای برنامه‌های حفاظت شنوایی و ارائه راه کارهایی در جهت کنترل و کاهش صدا اشاره کرد.

## وظایف شنوایی‌شناس
طبق مصوبات وزارت بهداشت، درمان و آموزش پزشکی و بر مبنای آخرین بازنگری شورای عالی برنامه‌ریزی علوم پزشکی در تاریخ ۲۵/۴/۸۴ وظایف حرفه‌ای کارشناسان شنوایی‌شناسی به قرار زیر است:
- انجام برنامه‌های غربالگری شنوایی نوزادان، خرد سالان و کودکان در سنین مدرسه
- پیشگیری از آسیب شنوایی، حفاظت شنوایی، برنامه‌ریزی و انجام غربالگری در جمعیت‌هایی نظیر مراکز کارگاهی، نظامی، اردوگاه‌ها و … و ارائه مشاوره شنوایی‌شناسی در این حیطه
- آگاه‌سازی و آموزش عمومی دربارهٔ عوامل تأثیرگذار بر ایجاد اختلالات و آسیب‌های شنوایی و تعادل مانند: ازدواج فامیلی، انواع آلاینده‌ها و …
- انجام معاینات بالینی و آزمون‌های رفتاری و فیزیولوژیک (نظیر ایمیتانس ادیومتری و OAE) برای بررسی عملکرد شنوایی در کودکان و بزرگسالان و تفسیر نتایج آن‌ها و ارائه مشاوره شنوایی‌شناسی در این حیطه
- ارزیابی وزوز و توانبخشی آن با استفاده از انواع روش‌های غیر دارویی و غیر جراحی
- انتخاب، تجویز، ارزیابی، فیتینگ، کمک به سازگاری و توزیع وسایل کمک شنوایی و ارتباطی فردی و گروهی به منظور تقویت صداها و پیشگیری به موقع از عوارض سوء آسیب‌های شنوایی جهت کمک به برقراری ارتباط و ارائه مشاوره شنوایی‌شناسی در این حیطه
- راهبری و اجرای برنامه‌های توانبخشی ادیولوژیک شامل گفتارخوانی، رشد مهارت‌های شنیداری (تربیت شنوایی) و رشد زبان و ارائه مشاوره شنوایی‌شناسی در این حیطه
- انجام توانبخشی شنوایی برای افراد کاشت پروتز شده (کاشت حلزون)
- ارائه مشاوره شنوایی‌شناسی در حیطه شنوایی‌شناسی آموزشی مانند: تعیین جایگاه آموزشی مبتلایان به اختلالات شنوایی
- نظارت و پیگیری اجرای صحیح روش‌های برقراری ارتباط بین کم شنوایان، مربیان و غیره (برای مثال: نحوه برقراری ارتباط با کودک دو زبانه، برقراری ارتباط با کم شنوا در کلاس درس عادی و …)
- تعیین، تجویز، کاربرد و تنظیم تجهیزات صوتی مناسب و روش‌های بهبود کیفیت صدا در محیط‌های آموزشی افراد مبتلا به اختلالات شنوایی
- انجام پژوهش‌های مقدماتی در زمینه شنوایی و تعادل
- همکاری در اجرای پژوهش‌های مربوط به اختلالات شنوایی و تعادل
- اداره مراکز و دفاتر ارزیابی شنوایی‌شناسی

## زمینه‌های شغلی
شنوایی‌شناسی مجموعه فعالیت‌های متنوعی را شامل می‌شود. اکثر متخصصین شنوایی‌شناسی در بیمارستان‌ها، درمانگاه‌ها و مطب‌های پزشکی فعالیت می‌کنند. اشتغال به کار شنوایی شناسان در مراکز آموزشی و مدارس ناشنوایان، مراکز مرتبط با سالمندان و همچنین مراکز معلولین رشدی نیز رو به افزایش است. در نهایت بسیاری نیز با تأسیس دفاتر خصوصی ارزیابی شنوایی به ارائه خدمات تخصصی می‌پردازند. این عده کسانی هستند که مشابه پزشکان و وکلا به‌طور مستقل فعالیت می‌کنند و به تدریج جایگاه خود را در تعامل با سایر حرف پزشکی و توانبخشی یافته‌اند.
برخی از مراکزی که شنوایی شناسان می‌توانند در آن‌ها ارائه خدمات کنند عبارتند از:
- دفاتر خصوصی ارزیابی شنوایی
- مراکز بهداشتی، درمانی و بیمارستانی
- مراکز توانبخشی
- مراکز کودکان استثنایی و مدارس ناشنوایان
- نیروهای نظامی و انتظامی و مراکز سربازگیری
- کارخانجات و مراکز صنعتی
- مراکز ارائه خدمات به جانبازان

### اشتغال شنوایی شناسان
آنگونه که در ردیف شغلی یک شنوایی‌شناس دیده شده است، او باید در کلینیک شنوایی که بصورت آزاد یا در مراکز درمانی قرار گرفته است، فعالیت نماید. در واقع شنوایی‌شناس، بخشی پاراکلینیک از تشخیص متخصص گوش و گلو بینی می‌باشد، لکن خود بصورت مستقیم نیز مورد مراجعه بیمار قرار می‌گیرد. مانند اپتومتریست، شنوایی‌شناس با تجهیزاتی که دارد، به ارزیابی یکی از حواس انسان می‌پردازد. با توجه به افزایش سالمندان و اهمیت شنوایی در کودکان آینده شغلی بسیار خوبی پیش روی شنوایی شناسان قرار دارد